# Bob Hartley
Robert „Bob“ Hartley (* 9. September 1960 in Hawkesbury, Ontario, Kanada) ist ein kanadischer Eishockeytrainer. Er war in der National Hockey League als Cheftrainer für die Colorado Avalanche, die Atlanta Thrashers sowie die Calgary Flames tätig. Zwischen 2016 und 2021 war er Nationaltrainer von Lettland sowie zwischen 2018 und 2022 Cheftrainer beim HK Awangard Omsk aus der Kontinentalen Hockey-Liga.

## Karriere
Bereits mit 31 Jahren übernahm Hartley als Cheftrainer die Laval Titan in der Ligue de hockey junior majeur du Québec, bei denen er während zwei Jahren in dieser Position tätig war und in der Saison 1992/93 mit der Mannschaft den Coupe du Président, die Meisterschaft der LHJMQ, gewann. Danach wechselte er zu den Cornwall Aces in die American Hockey League, wo Hartley nach einem Jahr als Assistenztrainer zum Cheftrainer befördert wurde. Mit den Hershey Bears übernahm er 1996 das Farmteam der Colorado Avalanche in der AHL und errang mit dem Team in seiner Premierensaison den Calder Cup. Wieder zwei Jahre später holten ihn die Avalanche in die NHL. Von 1998 bis 2002 war er Trainer in Colorado und gewann dort 2001 den Stanley Cup.
Am 13. Januar 2003 wurde er Cheftrainer der Atlanta Thrashers und führte sie in der Spielzeit 2006/07 zu ihrer ersten Playoff-Teilnahme. Am 17. Oktober 2007 wurde er von den Thrashers entlassen, nachdem die Mannschaft mit sechs Niederlagen in die Saison 2007/08 gestartet war. Am 14. März 2011 wurde Hartley als Cheftrainer der ZSC Lions aus der National League A vorgestellt und übernahm zur Saison 2011/12 die Leitung des Teams. Nach einer Saison in der Schweiz samt Gewinn des Meistertitels nahm er am 31. Mai 2012 ein Angebot von den Calgary Flames aus der National Hockey League an.
Nach der Saison 2014/15 gewann er den Jack Adams Award als bester NHL-Trainer der Saison. Dies war das erste Mal, dass ein Trainer der Flames diesen Titel erhielt. Nach der folgenden Saison 2015/16, in der die Flames die Playoffs verpassten, wurde Hartley jedoch entlassen.
Bob Hartley war ab Dezember 2016 Nationaltrainer von Lettland und betreute die lettische Nationalmannschaft bei den Weltmeisterschaften 2017, 2018 und 2019. Außerdem wurden Hartley und Jacques Cloutier ab der Saison 2018 als Chef- und Assistenztrainer vom HK Awangard Omsk aus der Kontinentalen Hockey-Liga verpflichtet. In der Spielzeit 2020/21 gewann er mit seiner Mannschaft den Gagarin-Pokal. Im April 2022 beendete er seine Tätigkeit in Omsk.
Hartley ist verheiratet und Vater zweier Kinder.

## Erfolge und Auszeichnungen
- 1993 Coupe-du-Président-Gewinn mit den Laval Titan
- 1997 Calder-Cup-Gewinn mit den Hershey Bears
- 2001 Stanley-Cup-Gewinn mit der Colorado Avalanche
- 2012 Schweizer Meister mit den ZSC Lions
- 2015 Jack Adams Award
- 2021 Gagarin-Pokal-Gewinn mit HK Awangard Omsk